# Cola de pato
Se conoce con el nombre de cola de pato o cola de milano, al corte dado en el extremo de un madero o de una pieza de piedra o de metal, en forma de trapecio, más ancha por la cabeza que por el arranque.

## Características
Se usa para ensamblar, ajustándose a un hueco igual de otra pieza, para que se abrace a ella apretadamente, sin que pueda salirse ni moverse.
|                                             |
| Dibujo del diccionario de tecnología (1904) |

|                                            |
| Despiece de la cola de milano en una unión |